# Atractus avernus
Atractus avernus — вид змій родини полозових (Colubridae). Ендемік Колумбії.

## Поширення і екологія
Atractus avernus відомі з типової місцевості, розташованої в районі Параїсо, в муніципалітеті Флоренсія в департаменті Какета, на висоті 480 м над рівнем моря. Вони живуть у вологих рівнинних тропічних лісах.